# Patara ovata
Patara ovata är en insektsart som beskrevs av Van Stalle 1984. Patara ovata ingår i släktet Patara och familjen Derbidae. Inga underarter finns listade i Catalogue of Life.